# (38304) 1999 RJ93
1999 RJ93 (asteroide 38304) é um asteroide da cintura principal. Possui uma excentricidade de 0.02973180 e uma inclinação de 3.16593º.
Este asteroide foi descoberto no dia 7 de setembro de 1999 por LINEAR em Socorro.